# Veľká Lehota
Veľká Lehota (Hongaars: Nagyülés, Duits: Großhau of Großhay) is een Slowaakse gemeente in de regio Banská Bystrica, en maakt deel uit van het district Žarnovica.
Veľká Lehota telt 1.191 inwoners.
Brehy · Hodruša-Hámre · Horné Hámre · Hrabičov · Hronský Beňadik · Kľak · Malá Lehota · Nová Baňa · Orovnica · Ostrý Grúň · Píla · Rudno nad Hronom · Tekovská Breznica · Veľká Lehota · Veľké Pole · Voznica · Žarnovica · Župkov